# Solarbee
A Solarbee egy napenergiával működő vízforgató gép.
A SolarBee Inc. által kifejlesztett vízforgató gép napenergiával működik, hálózati áramot nem igényel, alkalmazásával:
- Természetes vizekben végleg elkerülhető az algaburjánzás, a vízi élővilág oxigénhiány miatti pusztulása,
- Ivóvíztározó medencékben csökkenthető a vegyszeradagolás, eltűnnek a holtterek, javul az ivóvíz minősége és íze
- Szennyvíztisztító tavak esetében megszüntethető a bűzhatás, az algaburjánzás, biztosítható a szennyvíztisztítást végző aerob baktériumfajok számára a megfelelő oldott oxigénkoncentráció, ezáltal javítható az elfolyó víz minősége.

## Leírása[1]
A SolarBee vízforgató rendszerek alapvető működési elve, hogy a tó alsó rétegeiből vizet emel fel és egy vékony folyadékfilm formájában a felszínre juttatja a felemelt vizet. Ezáltal az állóvizekben új áramlási viszonyok jönnek létre úgy, hogy a természetes, hőmérséklet szerinti rétegződés nem sérül (kivéve ivóvízkezelés, hiszen ennek megszüntetése ott feladat). Emellett oxigénnel telíti a víz minden rétegét az állandó felületmegújítás elve alapján. Az elosztó tányért elhagyó, igen nagy távolságba eljutni képes lamináris folyadékfilm ugyanis állandóan érintkezésben van a légköri levegővel, ezáltal oxigénnel telítődik.
A SolarBee nevéhez híven a működéséhez szükséges energiát a Napból nyeri, a berendezéshez erősített három cella tölti a fedélzeti akkumulátort, amely a lapátot hajtó kefe nélküli motort és a rendszer vezérlő- és ellenőrzőrendszerét látja el energiával. A napközben felvett plusz energiát az akkumulátor tárolja, és az éjszakai órákban használja fel, így lehetőség van akár 0-24 órás üzemre is, hálózati áramforrás nélkül.
A működő berendezést közelről figyelve szemmel látható az elosztó tányért elhagyó víz intenzív áramlása. A lapát fordulatszáma 60 1/min. Ez az érték napsütésben, ill. megfelelő töltésű akkumulátor esetén érvényes. A kora hajnali órákban a lapát fordulatszáma csökkenhet, ilyenkor a berendezés "takarékoskodik" az energiával. Napokon át tartó felhős idő esetén nappal is lassabb fordulatszámon üzemel a berendezés, ha ez az időszak hosszúra nyúlik, a berendezés az akkumulátor védelme miatt ideiglenesen leáll, majd ismételt napsütés esetén újraindul.

### Információk magyarul
- Általános leírás – https://web.archive.org/web/20070622082451/http://www.malatechwater.com/termekek_solarbee.html#alt
- Működési elv – https://web.archive.org/web/20070929034423/http://www.malatechwater.com/termekek_solarbee_mukodes.html#mukodes
- Élővízi alkalmazások – https://web.archive.org/web/20070929034447/http://www.malatechwater.com/termekek_solarbee_eloviz.html#elo
- Ivóvíz-minőség javítása – https://web.archive.org/web/20070929034417/http://www.malatechwater.com/termekek_solarbee_ivoviz.html#ivo
- Szennyvizes alkalmazások –  https://web.archive.org/web/20070929034405/http://www.malatechwater.com/termekek_solarbee_szennyviz.html#szenny
- Modellek és típusok – https://web.archive.org/web/20070929034441/http://www.malatechwater.com/termekek_solarbee_modellek.html#modell

### Információk angolul
- Solarbee – Solar Powered Circulation Equipment

### Lásd még
- napenergia